# Domenico Alfani

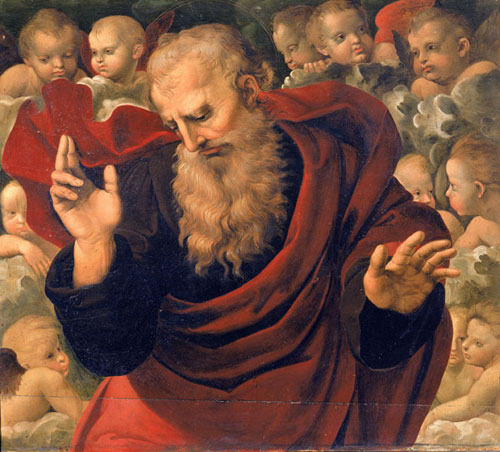
Eterno benedicente, cimasa della Pala Baglioni attribuita a Domenico Alfani.

Domenico Alfani, o Domenico di Paris (Perugia, 1480 circa – 1553 circa), è stato un pittore italiano.

## Biografia
Domenico Alfani nacque da un orafo prestigioso della città, e si formò professionalmente insieme a Raffaello, con il quale collaborò in modo proficuo tra il 1504 ed il 1507.
Lo coadiuvò certamente nella cimasa della Pala Baglioni, commissionata a Raffaello da una nobile perugina, opera il cui scomparto centrale, noto come Deposizione Borghese, è oggi nella Galleria Borghese nella capitale.
Si ispirò ai canoni del suo collega più famoso, com'è ben visibile nella tavola della Sacra Famiglia, o nella Pietà. La sua opera più celebre è senz'altro la Vergine in trono coi santi, detta Pala della Sapienza Vecchia, presente nella Galleria nazionale dell'Umbria di Perugia, dove l'Alfani rielaborò degli elementi formali, presi da Giulio Romano, Fra Bartolomeo e Gerolamo Genga, in forme monumentali.
Subì inoltre l'influenza del Rosso Fiorentino, certificata dal Vasari, riparato in umbria per scappare dai Lanzichenecchi, evidente nelle opere delle chiese di Castel Rigone dove ne rimane una copia, Deruta, Città della Pieve e Todi.
Il figlio Orazio Alfani seguì le orme paterne e diventò anch'egli pittore.